# Rudolf Focke

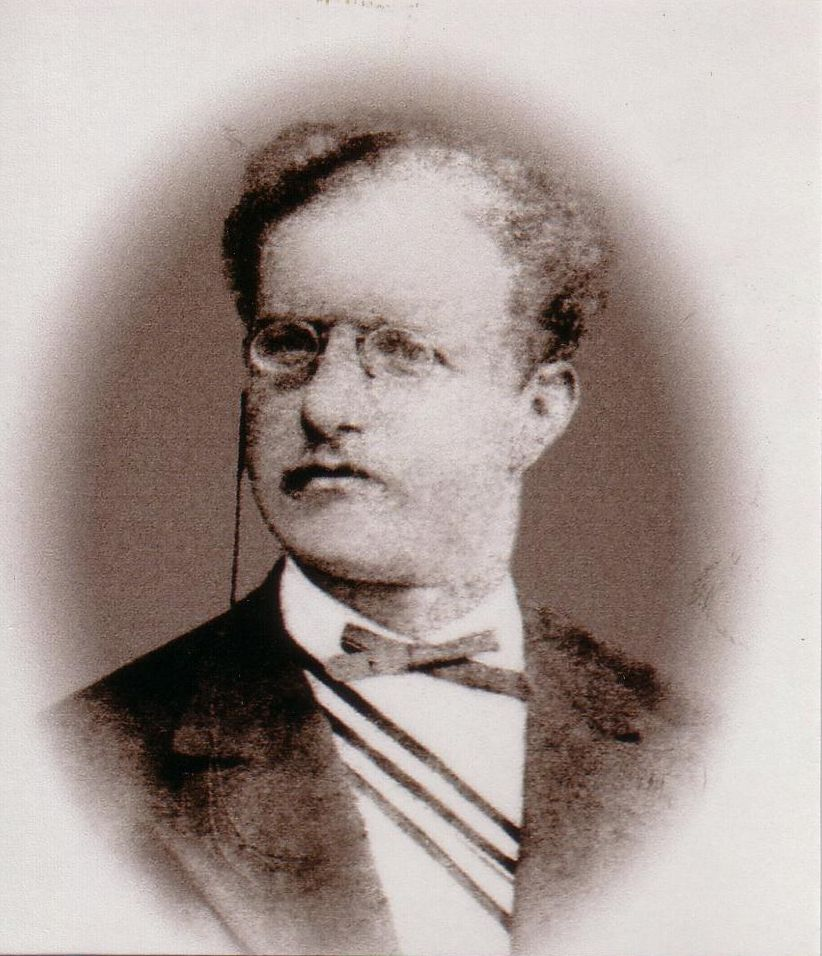
Rudolf Focke

Rudolf Focke (* 4. April 1852 in Itzehoe; † 27. Januar 1918 in Posen) war ein deutscher Bibliothekar und Hochschullehrer in Posen.

## Leben
Focke studierte an der Königlichen Universität zu Greifswald und der Albertus-Universität Königsberg. Er wurde Mitglied des Corps Borussia Greifswald (1872) und des Corps Normannia Königsberg (1876). Mit einer Dissertation über den Causalitätsbegriff bei Fichte wurde er 1879 in Königsberg i.Pr. zum Dr. phil. promoviert. Beruflich in Berlin, wurde er Corpsschleifenträger der Normannia Berlin (1885).
Focke war zunächst Gymnasiallehrer, 1881 wurde er Bibliothekar an der Universitätsbibliothek Berlin, 1887 dann Kustos der Landesbibliothek in Wiesbaden. 1894 wechselte er an die Universitätsbibliothek Göttingen, 1901 an die Universitätsbibliothek Greifswald. Von 1902 bis 1918 war Focke dann Direktor der Kaiser-Wilhelm-Bibliothek zu Posen und Professor an der Königlichen Akademie zu Posen. Er wurde als Geheimer Regierungsrat charakterisiert.

## Werke
- Charlotte Corday. Eine kritische Darstellung ihres Lebens und ihrer Persönlichkeit mit einem Bildnis nach dem Gemälde von J. J. Hauer und einer Stammtafel. Duncker & Humblot, Berlin 1895.

- als Herausgeber: Chodowiecki und Lichtenberg. Daniel Chodowiecki’s Monatskupfer zum „Göttinger Taschen Calender“ nebst Georg Lichtenberg’s Erklärungen … 1778–1783. Dieterich’sche Buchhandlung Theodor Weicher, Leipzig 1901
- Das Buchgewerbe und die Kultur. Leipzig 1907.
- Die Kaiser-Wilhelm-Bibliothek und das Bibliothekswesen der Provinz Posen. Posen 1911.
- Das staatlich organisierte Volksbibliothekswesen und die Zentralstelle für Volksunterhaltung in der Provinz Posen aus Anlaß der „Ostdeutschen Ausstellung für Industrie, Gewerbe und Landwirtschaft Posen 1911“. Selbstverlag der Kaiser-Wilhelm-Bibliothek, 1911.